# Alfafara
Alfafara è un comune spagnolo  situato nella comunità autonoma Valenciana.